# Григорий Маврокатакалон
Григорий Маврокатакалон (на гръцки: Γρηγόριος Μαυροκατακακαλών) е византийски аристократ и офицер от XI век, участник в похода на император Алексий I Комнин срещу печенегите в България от лятото на 1087 г., завършил с тежко поражение на византийските войски край Дръстър.
Единственият източник за Григорий Маврокатакалон е „Алексиадата“ на Анна Комнина. Известно е, че е бил част от семейство Маврокатакалони, които са страничен клон на аристократичния клан на Катакалоните. Представката мавро- в името му означавала черен. Възможно е да е по-голям брат на Николай Маврокатакалон, който също като Григорий бил командир в армията и достигнал до поста на велик дук на флота орез 1096 г.
Малко преди първия поход на Алексий I срещу печенегите в Паристрион през 1087 г. Григорий е бил пленен от печенегите, но е освободен, след като императорът платил за него откуп от четирдесет хиляди номизми. През лятото на 1087 г. императорът се намирал в Лардея, където събирал войски, с които възнамерявал да премине на север от Стара планина и да удари по главния печенежки център – Дръстър. На свикания от императора военен съвет Григорий Маврокатакалон и Никифор Вриений Стари са сред групата стари и опитни пълководци, които се опитали да разубедят императора да не преминава Хемус и да не започва поход в Паристрион. В желанието си да пренесе войната в Северна България обече Алексий I е подкрепен от някои по-млади и нетърпеливи генерали, сред които е и Николай Маврокатакалон.
Вече в Паристрион, през август същата година императорската войска достигна и обсажда Дръстър, държан от печенегите, и дори успява да влезе в града през една от стените му. Ожесточената съпротива на печенегите обаче не позволила на ромеите да превземат вътрешните крепости, а императорът бил принуден да изостави обсадата и разположил войската на лагер на известно разтояние от града, откъдето планирал да нападне отново печенегите. Като видели ожесточението на врага, Григорий Маврокатакалон и Георги Палеолог предложили на императора да отложи сражението и да отправи войската в пълно снаряжение към Велики Преслав, където всички щели да бъдат защитени от стените на най-укрепения град в областта и биха могли да нападат скитите всеки ден. Съветите на Маврокатакалон и привържениците му отново били отхвърлени от императора, който обичал рисковете и по природа се стремял към битки. Така в крайна сметка през се стига до катастрофалната битка при Дръстър, в която ромеите били разбити от печенегите.
Повече за Григорий Маврокатаклон след тези събития не се споменава.
На територията на България са открити няколко групи печати, върху които Григорий Маврокатакалон е споменат като патриций и стратег (от 50-те и 60-те години на XI век), антипат и катепан (от 60-те години XI век), катепан (60-те години XI век) и като частно лице (от последната четвърт на XI век).

## Цитирана литература
- ((ru)) Васильевский, Г. В. (1908) [1872]. Византия и печенеги (1048—1094). – anales.nfo, http://annales.info/byzant/vasiljevsk/1_01.htm, посетен на 27 февруари 2024
- Гръцки извори за българската история, Т. VIII. София: БАН, 1972, http://www.promacedonia.org/gibi/8/index.html
- Златарски, Васил (1972). История на българската държава презъ срѣднитѣ вѣкове, Т. II. България под византийско владичество (1018—1187) (2 фортотипно изд.). София, http://www.promacedonia.org/vz2/vz2_2_2.htm
- Йорданов, Иван; Жекова, Женя (2017). Поражението на византийците при Дръстър (август 1087 г.). Просопография на участниците. Приносът на сфрагистиката. – Добруджа, 32/2017,  89 – 110, https://www.academia.edu/106202252/Dobrudja_32_Добруджа_32_2017_Юбилеен_сборник_60_години_проф_д_и_н_Г_Атанасов_Last_compressed
- ((en)) Kazhdan, Alexander (ed) (1991). The Oxford Dictionary of Byzantium. Oxford and New York: Oxford University Press, ISBN 0-19-504652-8, COBISS.BG-ID: 1107246820, https://archive.org/details/odb_20210521/mode/2up
- ((fr)) Skoulatos, Basile (1980). Les Personnages Byzantins de I'Alexiade: Analyse Prosopographique et Synthese. Louvain-la-Neuve, Belgium: Nauwelaerts